# Suttungr (satélite)
Suttungr , o Saturno XXIII, es un satélite natural de Saturno. Su descubrimiento fue anunciado por Brett J. Gladman, en el 2000, y se le dio la designación provisional de S/2000 S 12.
Suttungr tiene cerca de 5,6 kilómetros de diámetro, y orbita a Saturno a una distancia media de 19 667 000 km en 1029,703 días, con una inclinación de 174° a la eclíptica (151° al ecuados de Saturno), en una dirección retrógraday con una excentricidad de 0,131.
Suttungr pudo haberse formado a partir de desechos desprendidos de Febe en algún momento del pasado.
Fue nombrado en agosto de 2003 a partir de un dios de la mitología nórdica, donde Suttung es un Jotun o gigante que una vez fue propiedad de la aguamiel de poesía.
El nombre fue publicado como Suttung en IAU Circular 8177 (enlace roto disponible en Internet Archive; véase el historial, la primera versión y la última).. Sin embargo, la Unión Astronómica Internacional después decidió añadirle -r en la base de la palabra Suttung.